# Хайредин
Ха́йредин (болг. Хайредин) — село у Врачанській області Болгарії. Адміністративний центр общини Хайредин.

## Населення
За даними перепису населення 2011 року у селі проживали 1547 осіб.
Національний склад населення села:
| Національність   | Кількість осіб | Відсоток |
| ---------------- | -------------- | -------- |
| болгари          | 1200           | 98,5%    |
| цигани           | 15             | 1,2%     |
| Всього відповіли | 1218           |          |

Розподіл населення за віком у 2011 році:
Динаміка населення: